# پن استیتس (پنسیلوانیا)
پن استیتس (به انگلیسی: Penn Estates) یک منطقهٔ مسکونی در ایالات متحده آمریکا است که در شهرستان مونرو، پنسیلوانیا واقع شده‌است. پن استیتس ۴٬۴۹۳ نفر جمعیت دارد.